# Francisc Cociș
Francisc Cociș (în maghiară Ferenc Kocsis; n. 19 mai 1930, Giungi, România) este un gimnast român. A concurat în opt probe⁠(d) la Jocurile Olimpice de vară din 1952, clasându-se pe locul 157 în proba de individual compus.
A fost component al clubului sportiv Dinamo București al Ministerului Afacerilor Interne, dar a fost angajat civil și nu a deținut grad militar.

## Distincții
- Medalia „Meritul Sportiv” clasa I (8 mai 1968) „pentru contribuția deosebită adusă la dezvoltarea mișcării de cultură fizică și sport și pentru merite deosebite în activitatea sportivă de performanță, cu prilejul împlinirii a 20 de ani de la înființarea Clubului sportiv «Dinamo»-București al Ministerului Afacerilor Interne”[6]